# Red Dead Revolver
Red Dead Revolver is een Western action-adventure third-person shooter-computerspel ontwikkeld door Rockstar San Diego en uitgebracht door Rockstar Games. Het is het eerste spel uit de Red Dead-reeks. Het werd uitgebracht voor PlayStation 2 en Xbox in Noord-Amerika op 4 mei 2004 en in Europa op 28 mei 2004.
Rockstar San Diego, toen nog bekend als Angel Studios, begon de ontwikkeling van Red Dead Revolver in 2000, onder toezicht en met financiële steun van de Japanse computerspeluitgever Capcom, waarna het spel door Capcom werd aangekondigd in maart 2002. Het was oorspronkelijk de bedoeling dat dit spel een spirituele opvolger zou worden op Capcoms Gun.Smoke, een arcade shoot 'em up uit 1985, ontworpen door Yoshiki Okamoto.
In november 2002 kondigde Take-Two Interactive, het moederbedrijf van Rockstar Games, hun overname van Angel Studios aan. Daardoor hoorde het bedrijf nu onder het Rockstar Games label en werd het hernoemd naar Rockstar San Diego. Ten gevolge van de overname nam het bestuur van Rockstar Games de projecten die in ontwikkeling waren bij Angel Studios onder de loep, om te zien wat ze konden behouden. Dan Houser, creatief directeur bij Rockstar Games, zei dat Red Dead Revolver er al "zeer goed uit zag", ook al was het spel toen nog niet speelbaar. Gezien de ontwikkeling van het spel zeer stroef verliep, en dat het ook niet getoond werd aan het publiek op de Tokyo Game Show van 2002, noch in 2003 op de Electronic Entertainment Expo, besloot Capcom om de ontwikkeling stop te zetten in augustus 2003. Rockstar Games kocht de rechten op voor Red Dead Revolver in december 2003, waarna Rockstar San Diego het spel mocht afwerken. Zo kregen ze uiteindelijk het eerste computerspel klaar uit de Red Dead-reeks.

## Verhaal
Het spel speelt zich af in de jaren 1880 in het Wilde Westen, waar Nate Harlow en zijn partner Griff goud hebben gevonden in een gebied genaamd Bear Mountain. Om die vondst te vieren, laten ze twee revolvers maken met daarop een gietijzeren schorpioen, een voor elks.
Griff wordt later gevangen genomen door het Mexicaanse leger en tot de dood veroordeeld. Om dit lot te ontsnappen wil Griff zijn helft van het goud aan generaal Diego geven. Diego stemt toe, maar stuurt later dan toch zijn rechterhand, kolonel Daren, om Nate te vermoorden. Daren komt samen met zijn mannen aan bij de Harlow boerderij en schiet Nate en zijn vrouw Falling Star dood. Red, Nate's zoon, pikt z'n vaders revolver op en schiet de linkerarm van Daren er af voordat die kan ontsnappen.
Jaren na het overlijden van zijn ouders, wordt Red een meedogenloze premiejager. Die carrière begint hij door een bende vogelvrij verklaarden, geleid door "Bloody Tom", uit te roeien. Hopend op een mooie beloning, brengt Red de lichamen naar het dorpje Widows Patch, waar hij aangevallen wordt door een tweede bende, deze keer geleid door "Ugly Chris". Red en Sheriff O'Grady verslaan de gangsters en overleven de aanval nipt. De sheriff is zwaar gewond geraakt. Samen reizen ze naar Brimstone, het dichtstbijzijnde dorp met een dokter.
Niet lang nadat Red de sheriff veilig naar de dokter heeft gebracht, wordt hem al meteen door de plaatselijke sheriff Bartlett om hulp gevraagd. Zo moet Red vechten tegen een kwaadaardig reizend circus dat oorspronkelijk geholpen werd door de Britse topschutter Jack Swift, een saloonmeisje dat nu haar eigen bende leidt en een moordlustige grafdelver. Na al dat harde werk vraagt Red om zijn beloning. Sheriff Bartlett vertelt hem dat het goud nog niet in het dorp aangekomen is, en dus kan hij Red nog niet uitbetalen. Ook leren we dat een van de inwoners, Annie Stoakes, dreigt haar boerderij te verliezen en dat gouverneur Griffon een deel van Bear Mountain bezit. Gezien Reds familie daar vermoord is, helpt hij de inwoners om meer informatie te verkrijgen over die gedoemde plaats. Bij zijn terugkeer in Brimstone gaat Red verder op zoek naar wat er gebeurd is met het goud bij de plaatselijke gangsters. Omdat zij hem geen antwoord willen geven, ontstaat er een hels vuurgevecht, waarbij een hoop doden vallen. Sheriff Bartlett is genoodzaakt Red gevangen te nemen en vertelt hem dat generaal Diego en kolonel Daren nog steeds in leven zijn.
Wanneer hij weer vrij is, vecht Red zich een weg door een kamp waar generaal Diego een voorraadwagen zou hebben staan. Na de wagen vernietigd te hebben, wordt Red opnieuw gevangen genomen. Deze keer door kolonel Daren, die hem aan het werk zet als slaaf in zijn mijnen. Daar ontmoet Red de Afro-Amerikaanse soldaat die enkel gekend is als de Buffalo Soldier. Samen met diens neef, de Indiaan genaamd Shadow Wolf, weten ze te ontsnappen, waarna Red opnieuw de strijd kan aangaan met Diego. Dat doet hij door Diego's fort te bestormen, om daar Daren te vermoorden. Tijdens deze gewaagde missie sterft Shadow Wolf aan zijn verwondingen, die hem toegebracht zijn door Daren. De Buffalo Soldier gaat ondertussen naar gouverneur Griffon om hem te vertellen over generaal Diego's misdadige activiteiten, waarna hij opgesloten wordt door de gouverneur, want die weet maar al te goed af van Diego's acties en zit mee in het complot. Red staat er dus even weer alleen voor, en vernielt op zijn eentje de trein waarmee Diego z'n goud vervoerd. Diego geraakt daarbij zwaar gewond en wil Red alles geven om zijn leven te sparen. Red stemt niet in op dat voorstel en schiet de generaal dood.
Later, tijdens de quick-draw wedstrijd, die Annie Stoakes en Jack Swift bijwonen, leert Red dat het de gouverneur was die zijn ouders verraden had. De gouverneur wil dat Red vermoord wordt door zijn tegenstander, Mr. Kelley, maar Red wint het duel. Griffon wordt achtervolgt tot in zijn huis door Red, Annie en Jack. Het is daar dat Red hem neerschiet. De sheriff wil Red voor die actie (en voor het helpen van de andere inwoners, waarvoor hij nog niet betaald werd) belonen met goud, en stelt voor dat Red wegvlucht, voordat hij opgehangen wordt. Red wil het goud niet en vraagt de sheriff om het aan Annie te geven, die het geld goed kan gebruiken om haar schulden af te betalen, en ook om de Buffalo Soldier (die zij gered heeft) te helpen. Red is rouwig om het verlies van Jack, maar die heeft hem zo wel een kans gegeven om Griffon te vermoorden. Red neemt Griffons revolver en zegt "Het ging nooit over het geld."

## Ontvangst
Red Dead Revolver ontving gunstige beoordelingen. Websites GameRankings en Metacritic gaven de PlayStation 2-versie van het spel respectievelijk 74,59% en 73/100, en de Xbox-versie kreeg 74,29% en 74/100.
In 2010 werd het spel opgenomen in het boek 1001 Video Games You Must Play Before You Die van auteur Tony Mott.

## Vervolg
De eerste blik op een vervolg kwam in 2005, toen Rockstar Games een teaser toonde op een persconferentie van Sony. De opvolger Red Dead Redemption, werd officieel aangekondigd voor de PlayStation 3 en Xbox 360 in 2009. Na enkele keren de releasedatum op te schuiven, kon het uiteindelijk op 18 mei 2010 in de winkelrekken gevonden worden in Noord-Amerika, en op 21 mei 2010 in Europa en Australië. Red Dead Redemption kreeg positieve beoordelingen, waarbij vooral de gameplay en de technische verbeteringen ten opzichte van het eerste spel geprezen werden.
Red Dead Redemption 2 werd aangekondigd door Rockstar in oktober 2016 en werd uitgebracht op 26 oktober 2018 voor PlayStation 4 en Xbox One.